# لیپل‌استرات
لیپل‌استرات (به هلندی: Lepelstraat) یک منطقهٔ مسکونی در هلند است که در Bergen op Zoom واقع شده‌است. لیپل‌استرات ۲٬۳۰۰ نفر جمعیت دارد.